# Verizon Tennis Challenge 1998 - Qualificazioni singolare
Le qualificazioni del singolare  del Verizon Tennis Challenge 1998 sono state un torneo di tennis preliminare per accedere alla fase finale della manifestazione. I vincitori dell'ultimo turno sono entrati di diritto nel tabellone principale. In caso di ritiro di uno o più giocatori aventi diritto a questi sono subentrati i lucky loser, ossia i giocatori che hanno perso nell'ultimo turno ma che avevano una classifica più alta rispetto agli altri partecipanti che avevano comunque perso nel turno finale.
Le qualificazioni del torneo Verizon Tennis Challenge 1998 prevedevano 32 partecipanti di cui 4 sono entrati nel tabellone principale.

## Teste di serie
1. Álex Calatrava (Qualificato)
2. Christian Ruud (secondo turno)
3. Sandon Stolle (secondo turno)
4. Dennis van Scheppingen (ultimo turno)

1. Justin Gimelstob (secondo turno)
2. Márcio Carlsson (Qualificato)
3. Allen Belobrajdic (primo turno)
4. Eyal Erlich (primo turno)

## Qualificati
1. Álex Calatrava
2. Alejandro Hernández

1. Mariano Zabaleta
2. Márcio Carlsson

## Tabellone

### Legenda
| - Q = Qualificato - WC = Wild card - LL = Lucky loser | - ALT = Alternate - SE = Special Exempt - PR = Protected Ranking | - w/o = Walkover - r = Ritirato - d = Squalificato |

### Sezione 1
|  | Primo turno         | Primo turno         | Primo turno         | Primo turno | Primo turno |  |  | Secondo turno       | Secondo turno       | Secondo turno       | Secondo turno | Secondo turno |   |   | Ultimo turno | Ultimo turno   | Ultimo turno   | Ultimo turno | Ultimo turno |  |
|  |                     |                     |                     |             |             |  |  |                     |                     |                     |               |               |   |   |              |                |                |              |              |  |
|  | 1                   | Álex Calatrava      | Álex Calatrava      | 6           | 7           |  |  |                     |                     |                     |               |               |   |   |              |                |                |              |              |  |
|  |                     | Jimy Szymanski      | Jimy Szymanski      | 4           | 6           |  |  | 1                   | Álex Calatrava      | Álex Calatrava      | 6             | 6             |   |   |              |                |                |              |              |  |
|  | Mark Merklein       | Mark Merklein       | Mark Merklein       | 6           | 7           |  |  |                     | Mark Merklein       | Mark Merklein       | 0             | 3             |   |   |              |                |                |              |              |  |
|  | Kevin Kim           | Kevin Kim           | Kevin Kim           | 3           | 6           |  |  |                     |                     |                     |               |               |   |   | 1            | Álex Calatrava | Álex Calatrava | 6            | 6            |  |
|  | Marcelo Charpentier | Marcelo Charpentier | Marcelo Charpentier | 7           | 7           |  |  |                     |                     |                     | Michael Joyce | Michael Joyce | 4 | 3 |              |                |                |              |              |  |
|  | Mashiska Washington | Mashiska Washington | Mashiska Washington | 5           | 6           |  |  | Marcelo Charpentier | Marcelo Charpentier | Marcelo Charpentier | 2             | 5             |   |   |              |                |                |              |              |  |
|  |                     | Michael Joyce       | Michael Joyce       | 6           | 6           |  |  | Michael Joyce       | Michael Joyce       | Michael Joyce       | 6             | 7             |   |   |              |                |                |              |              |  |
|  | 8                   | Eyal Erlich         | Eyal Erlich         | 1           | 3           |  |  |                     |                     |                     |               |               |   |   |              |                |                |              |              |  |

### Sezione 2
|  | Primo turno         | Primo turno         | Primo turno         | Primo turno | Primo turno |  |  | Secondo turno | Secondo turno       | Secondo turno | Secondo turno | Secondo turno |   |   | Ultimo turno        | Ultimo turno        | Ultimo turno        | Ultimo turno | Ultimo turno |  |
|  |                     |                     |                     |             |             |  |  |               |                     |               |               |               |   |   |                     |                     |                     |              |              |  |
|  | 2                   | Christian Ruud      | Christian Ruud      | 6           | 7           |  |  |               |                     |               |               |               |   |   |                     |                     |                     |              |              |  |
|  |                     | Luis Morejon        | Luis Morejon        | 2           | 5           |  |  | 2             | Christian Ruud      | 6             | 4             | 3             |   |   |                     |                     |                     |              |              |  |
|  | Alejandro Hernández | Alejandro Hernández | Alejandro Hernández | 6           | 6           |  |  |               | Alejandro Hernández | 2             | 6             | 6             |   |   |                     |                     |                     |              |              |  |
|  | Cecil Mamiit        | Cecil Mamiit        | Cecil Mamiit        | 3           | 1           |  |  |               |                     |               |               |               |   |   | Alejandro Hernández | Alejandro Hernández | Alejandro Hernández | 6            | 6            |  |
|  | Noam Behr           | Noam Behr           | Noam Behr           | 6           | 7           |  |  |               |                     | Noam Behr     | Noam Behr     | Noam Behr     | 4 | 4 |                     |                     |                     |              |              |  |
|  | Travis Parrott      | Travis Parrott      | Travis Parrott      | 1           | 5           |  |  | Noam Behr     | Noam Behr           | Noam Behr     | 6             | 5             |   |   |                     |                     |                     |              |              |  |
|  |                     | Grant Doyle         | Grant Doyle         | 6           | 6           |  |  | Grant Doyle   | Grant Doyle         | Grant Doyle   | 2             | 1r            |   |   |                     |                     |                     |              |              |  |
|  | 7                   | Allen Belobrajdic   | Allen Belobrajdic   | 4           | 2           |  |  |               |                     |               |               |               |   |   |                     |                     |                     |              |              |  |

### Sezione 3
|  | Primo turno          | Primo turno          | Primo turno          | Primo turno | Primo turno |  |  | Secondo turno | Secondo turno    | Secondo turno    | Secondo turno    | Secondo turno    |   |   | Ultimo turno | Ultimo turno | Ultimo turno | Ultimo turno | Ultimo turno |  |
|  |                      |                      |                      |             |             |  |  |               |                  |                  |                  |                  |   |   |              |              |              |              |              |  |
|  | 3                    | Sandon Stolle        | 6                    | 6           | 6           |  |  |               |                  |                  |                  |                  |   |   |              |              |              |              |              |  |
|  |                      | Amir Hadad           | 7                    | 2           | 4           |  |  | 3             | Sandon Stolle    | Sandon Stolle    | 4                | 4                |   |   |              |              |              |              |              |  |
|  | Maurice Ruah         | Maurice Ruah         | 4                    | 6           | 6           |  |  |               | Maurice Ruah     | Maurice Ruah     | 6                | 6                |   |   |              |              |              |              |              |  |
|  | Bobby Kokavec        | Bobby Kokavec        | 6                    | 2           | 4           |  |  |               |                  |                  |                  |                  |   |   | Maurice Ruah | Maurice Ruah | Maurice Ruah | 1            | 4            |  |
|  | Mariano Zabaleta     | Mariano Zabaleta     | Mariano Zabaleta     | 6           | 6           |  |  |               |                  | Mariano Zabaleta | Mariano Zabaleta | Mariano Zabaleta | 6 | 6 |              |              |              |              |              |  |
|  | Sébastien de Chaunac | Sébastien de Chaunac | Sébastien de Chaunac | 3           | 1           |  |  |               | Mariano Zabaleta | Mariano Zabaleta | 6                | 6                |   |   |              |              |              |              |              |  |
|  | 5                    | Justin Gimelstob     | 6                    | 2           | 6           |  |  | 5             | Justin Gimelstob | Justin Gimelstob | 2                | 2                |   |   |              |              |              |              |              |  |
|  |                      | Richard Brostowicz   | 1                    | 6           | 1           |  |  |               |                  |                  |                  |                  |   |   |              |              |              |              |              |  |

### Sezione 4
|  | Primo turno        | Primo turno            | Primo turno            | Primo turno | Primo turno |  |  | Secondo turno | Secondo turno          | Secondo turno | Secondo turno   | Secondo turno   |   |   | Ultimo turno | Ultimo turno           | Ultimo turno           | Ultimo turno | Ultimo turno |  |
|  |                    |                        |                        |             |             |  |  |               |                        |               |                 |                 |   |   |              |                        |                        |              |              |  |
|  | 4                  | Dennis van Scheppingen | Dennis van Scheppingen | 6           | 6           |  |  |               |                        |               |                 |                 |   |   |              |                        |                        |              |              |  |
|  |                    | Patrik Fredriksson     | Patrik Fredriksson     | 4           | 2           |  |  | 4             | Dennis van Scheppingen | 6             | 3               | 6               |   |   |              |                        |                        |              |              |  |
|  | Edwin Kempes       | Edwin Kempes           | Edwin Kempes           | 6           | 6           |  |  |               | Edwin Kempes           | 4             | 6               | 4               |   |   |              |                        |                        |              |              |  |
|  | José de Armas      | José de Armas          | José de Armas          | 4           | 2           |  |  |               |                        |               |                 |                 |   |   | 4            | Dennis van Scheppingen | Dennis van Scheppingen | 3            | 3            |  |
|  | Andrew Ilie        | Andrew Ilie            | 7                      | 3           | 7           |  |  |               |                        | 6             | Márcio Carlsson | Márcio Carlsson | 6 | 6 |              |                        |                        |              |              |  |
|  | Diego Hipperdinger | Diego Hipperdinger     | 5                      | 6           | 5           |  |  |               | Andrew Ilie            | 6             | 5               | 1               |   |   |              |                        |                        |              |              |  |
|  | 6                  | Márcio Carlsson        | 6                      | 3           | 6           |  |  | 6             | Márcio Carlsson        | 4             | 7               | 6               |   |   |              |                        |                        |              |              |  |
|  |                    | Lars Jonsson           | 1                      | 6           | 4           |  |  |               |                        |               |                 |                 |   |   |              |                        |                        |              |              |  |